# ميغيل دي لا بينيا
ميغيل دي لا بينيا (بالإنجليزية: Miguel de la Peña)‏ هو ضابط أمريكي، ولد في 17 فبراير 1919، وتوفي في 16 سبتمبر 2012.